# Gouy-Servins
Gouy-Servins ist eine französische Gemeinde mit 357 Einwohnern (Stand: 1. Januar 2022) im Département Pas-de-Calais in der Region Hauts-de-France. Sie gehört zum Arrondissement Lens, zum Gemeindeverband Lens-Liévin und zum Kanton Bully-les-Mines. 

## Geographie
Die Gemeinde Gouy-Servins liegt im Nordosten des Artois im Nordfranzösischen Kohlerevier, etwa 15 Kilometer westlich von Lens. Umgeben wird Gouy-Servins von den Nachbargemeinden Bouvigny-Boyeffles im Norden und Nordosten, Ablain-Saint-Nazaire im Osten, Carency im Südosten, Villers-au-Bois im Südosten und Süden sowie Servins im Westen.

## Bevölkerungsentwicklung
| Jahr                       | 1962 | 1968 | 1975 | 1982 | 1990 | 1999 | 2006 | 2012 | 2020 |
| Einwohner                  | 266  | 239  | 217  | 242  | 288  | 297  | 309  | 337  | 350  |
| Quellen: Cassini und INSEE |      |      |      |      |      |      |      |      |      |

## Sehenswürdigkeiten
- Kirche Saint-Roch aus dem 16. Jahrhundert
- britischer Militärfriedhof

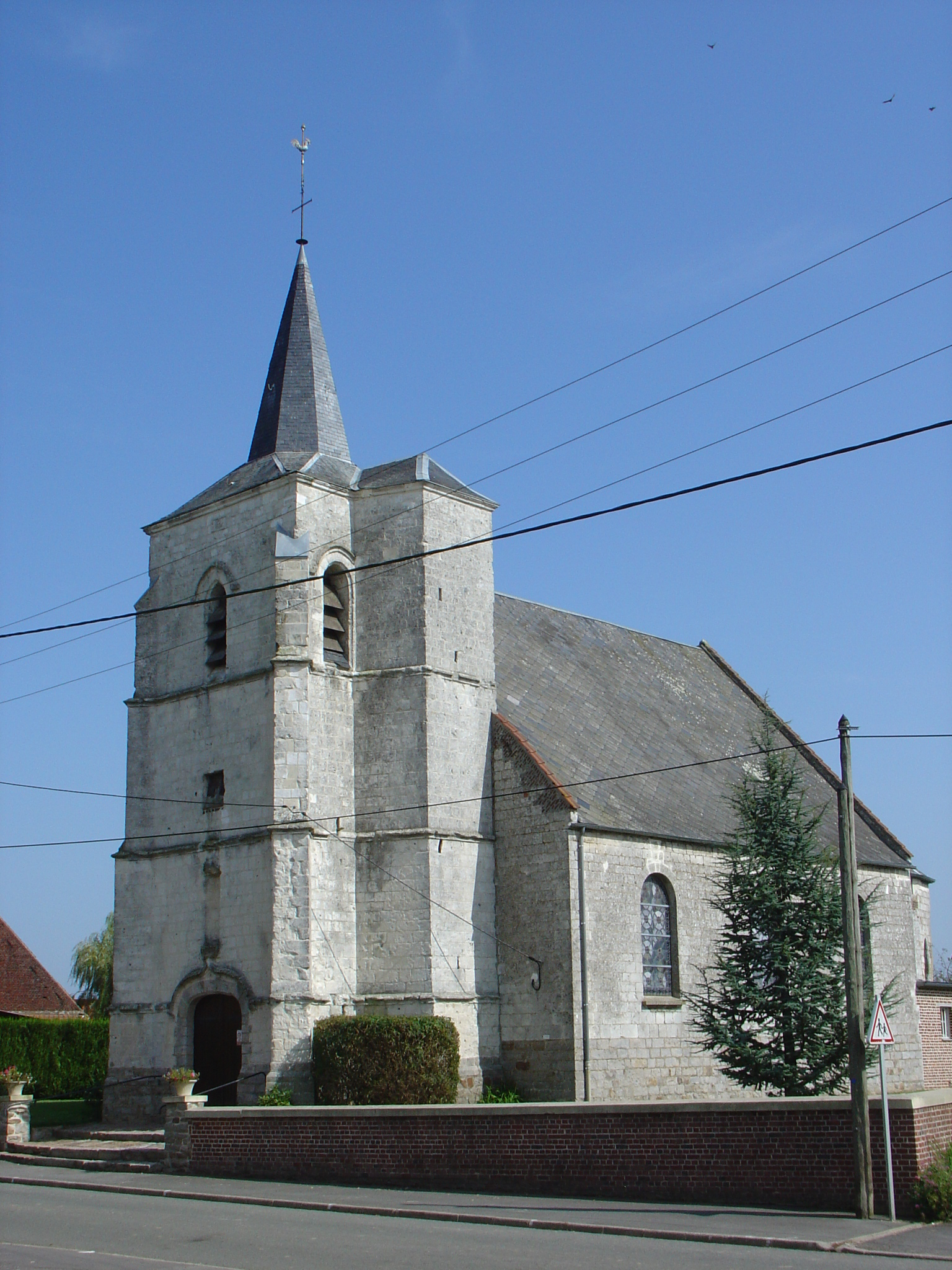
Kirche Saint-Roch
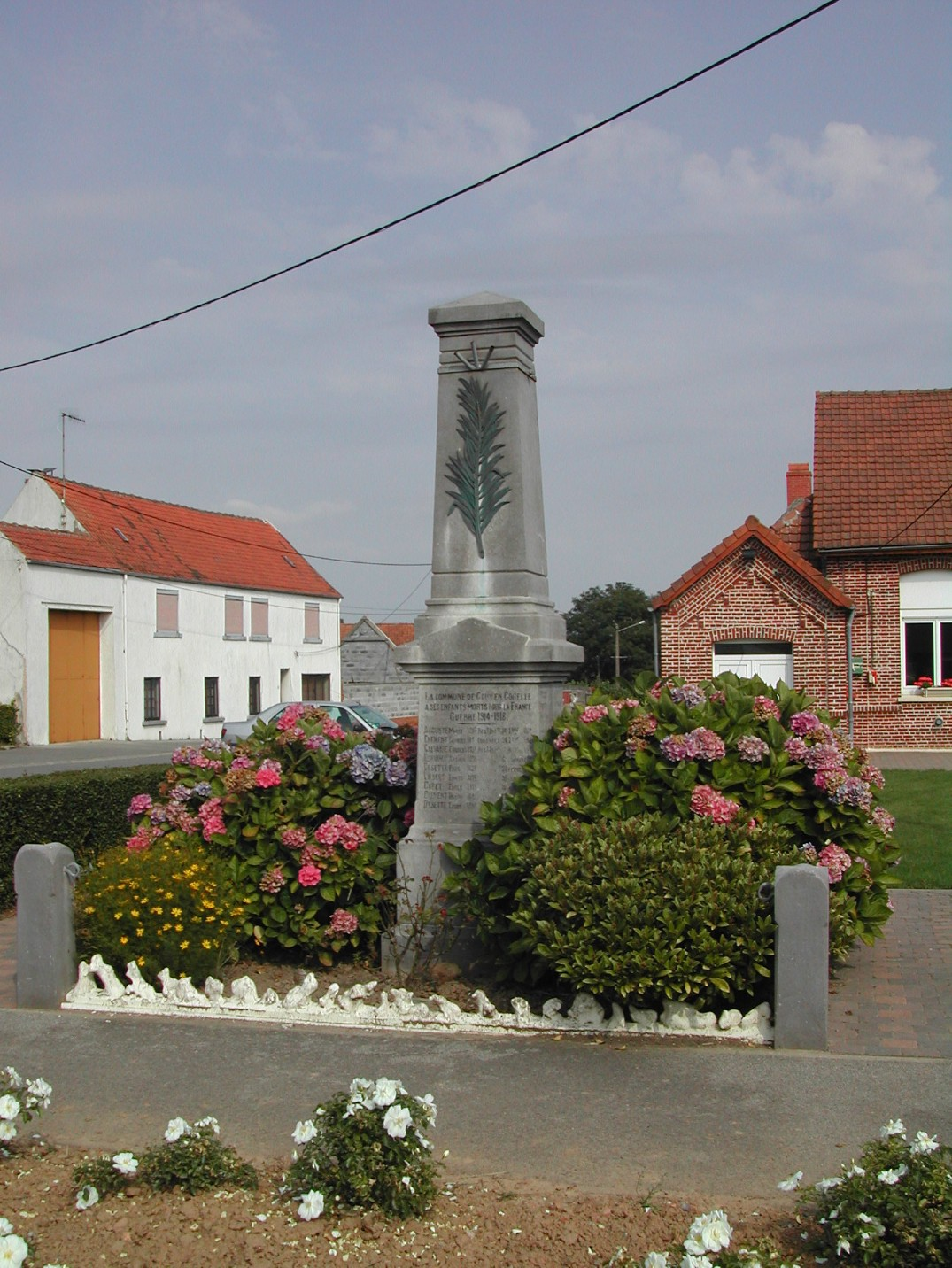
Gefallenendenkmal